# Андреа Паладио
Андреа ди Пиетро де ла Гондола (на италиански: Andrea di Pietro della Gondola), по-известен като Паладио, е най-значителният ренесансов архитект от Северна Италия, считан от мнозина за твореца, оказал най-силно влияние върху класическата архитектура след ренесанса.

## Биография
Роден е на 30 ноември 1508 година в Падуа, Италия, син на Пиетро „Де ла гондолла“. На 13 години става чирак в каменоделската работилница на баща си, но само след 18 месеца бяга в близкия град Виченца. Там става помощник в най-добрата каменоделска и зидарска работилница, а често посещава и дюкяна на Бартоломео Каваца, от когото също научава някои умения. Най-голямо влияние в неговата кариера има Джанджорджо Трисино. Той измисля и класическото име „Паладио“ на своя ученик и приятел Андреа. През 1541 г. Паладио отива в Рим и изучава античните забележителности.
Умира на 19 август 1580 година във Виченца на 71-годишна възраст.

## Творчество
Негов образец е римската античност, както и големите архитекти на италианския Ренесанс, най-вече Донато Браманте, Микеланджело Буонароти, Микеле Санмикели и Якопо Сансовино. Паладио обаче никога не повтаря точно образците, а подхожда към всяка задача според нейната специфика, влагайки в своите сгради творческия си дух и своенравност. Всеки негов проект е един малък свят сам за себе си.
Стреми се към архитектура, която съчетава естетическите принципи на пропорцията и стила с функционалните изисквания на сградата, идеите и практическите потребности на възложителя и условията, които задава терена. Резултатът е изключителната хармония и елегантност на неговите постройки.
Посредством своите сгради и теоретични трудове, Паладио упражнява силно влияние върху една архитектура, подчинена на идеалите на хармоничния „класицизъм“, която се простира в континентална Западна и Северна Европа, Великобритания, Русия и САЩ, дори Томас Джеферсън строи именно в този стил.
Паладио е единственият от ренесансовите архитекти, дал името си на стил, който се е запазил до края на 19 век – паладианизъм (или: паладианство). Той постепенно се разпространява и с времето прекосявайки Атлантика се разпространява в Америка, а на изток има своите почитатели в Индия и Япония. Дори през 80-те години на 20 век немалко архитекти по света са инспирирани от него в своите постмодернистични търсения.

### Важни дати
1540: Започва своята първа творба – вила Годи в Лонедо.
1544: Започва работата на вила Пизани в Баньоло.
1545: Включен в реконструкцията на Двореца Раджоне от 13 век – базиликата на Виченца, първа мащабна обществена работа на Паладио.
1550: Прави чертежи за палацо Киерикати и вила Фоскари във Виченца.
1552: Започва работата на Вила Корнаро и палацо Изепо Де'Порти.
1554: Публикация на трактата Римски древности.
1556: В Удине работи на каза Антонини, а във Виченца започва палацо Тиене. Възлаганите му задачи се умножават, но Паладио работи и с епископа на Аквилея по издание на книга за Витрувий и изработва чертежите и скиците за него.
1557: Започва Вила Бадоер в долината на реката По.
1558: Реализира проект за реконструкция на църквата Сан Пиетро ин Кастело във Венеция и вероятно същата година започва строежа на вила Малконтента.
1559: Започва Вила Емо във Фанцоло ди Веделаго.
1560: Започва строежа на Вила Барбаро-Волпи в Мазеро близо до Тревизо.
1561: Започва строежа на вила Пояна Маджиоре, а същевременно и трпезарията на бенедиктинците в Св. Георги във Венеция и фасадите на манастира „Монастеро пер ла Карита“ и вила Серего.
1562: Започва фасадата на Сан Франческо дела Вина и работа по Сан Джорджо Маджоре във Венеция.
1565: Започва изграждането на вила Каголо във Виченца и вила Пизани в Монтанана.
1566: Строи палацо Валмарана и вила Зено във Виченца.
1567: Започва работата по Вила Капра „Ла Ротонда“ във Виченца.
1570: Паладио е номиниран за Прото дела Серенисима (Знаменит гражданин на Венеция) и там издава своите I Quattro Libri di Architettura (Четири книги за архитектурата).
1571: Строи: вила Пиовене, палацо Порто Барбаран, лоджия дел Капитанио и палацо Порто Бреганце.
1574: Издава трактата Коментари на Цезар и работи по проекта на фасадата на църквата Сан Петронио в Болоня.
1577: Започва изграждането на Ил Реденторе във Венеция.
1581: Изготвя чертежи и скици за интериора на църквата Санта Лучия във Венеция и работи по строежа на Театро Олимпико във Виченца.

## Галерия и препратки
- Паладио – Wiki галерия
- Паладио – english